# Перичи, Джанлука
Джанлука Перичи (итал. Gian Luca Perici; род. 17 сентября 1964, Бассано-дель-Граппа, Италия) — итальянский прелат и ватиканский дипломат. Титулярный архиепископ Вользиниума с 5 июня 2023. Апостольский нунций в Замбии и Малави с 5 июня 2023.